# جاك هال (لاعب كرة قدم)
جاك هال (بالإنجليزية: Jack Hall)‏ (3 يوليو 1883 في المملكة المتحدة - 20 فبراير 1949 ببرمنغهام في المملكة المتحدة) هو لاعب كرة قدم بريطاني (وحمل سابقاً جنسية المملكة المتحدة لبريطانيا العظمى وأيرلندا) في مركز الهجوم. لعب مع برايتون أند هوف ألبيون وبرمنغهام سيتي وستوك سيتي وليستر سيتي ونادي ميدلزبره وHucknall Town F.C. ‏.